# Crisicoccus guwahatiensis
Crisicoccus guwahatiensis är en insektsart som beskrevs av Khalid och Shafee 1988. Crisicoccus guwahatiensis ingår i släktet Crisicoccus och familjen ullsköldlöss. Inga underarter finns listade i Catalogue of Life.